# 埃文·帕塔克
埃文·帕塔克（英語：Evan Patak；1984年6月23日—）是一位美國排球運動員。他是美國國家男子排球隊的一員。他從2008年開始就入選美國國家排球隊。